# Stráž nad Nežárkou
Stráž nad Nežárkou település Csehországban, a Jindřichův Hradec-i járásban. Stráž nad Nežárkou Vydří, Chlum u Třeboně, Hatín, Číměř, Příbraz, Pístina, Staňkov, Nová Bystřice, Novosedly nad Nežárkou, Lásenice és Plavsko településekkel határos. Lakosainak száma 873 fő (2024. január 1.).

## Népesség
A település lakosságának változását az alábbi diagram mutatja:
| Lakosok száma | 2005 | 2052 | 1529 | 1199 | 993  | 777  | 863  | 862  | 870  | 873  |
|               | 1869 | 1890 | 1921 | 1950 | 1980 | 2001 | 2017 | 2019 | 2022 | 2024 |